# Storön, Nykarleby
Storön är en ö i Finland. Den ligger i Norra kvarken eller Bottenviken och i kommunen Nykarleby i den ekonomiska regionen  Jakobstadsregionen i landskapet Österbotten, i den västra delen av landet. Ön ligger omkring 47 kilometer nordöst om Vasa och omkring 390 kilometer norr om Helsingfors.
Öns area är 0,99 kvadratkilometer och dess största längd är 2,4 kilometer i sydöst-nordvästlig riktning. Ön höjer sig omkring 20 meter över havsytan.